# Zoot Sims

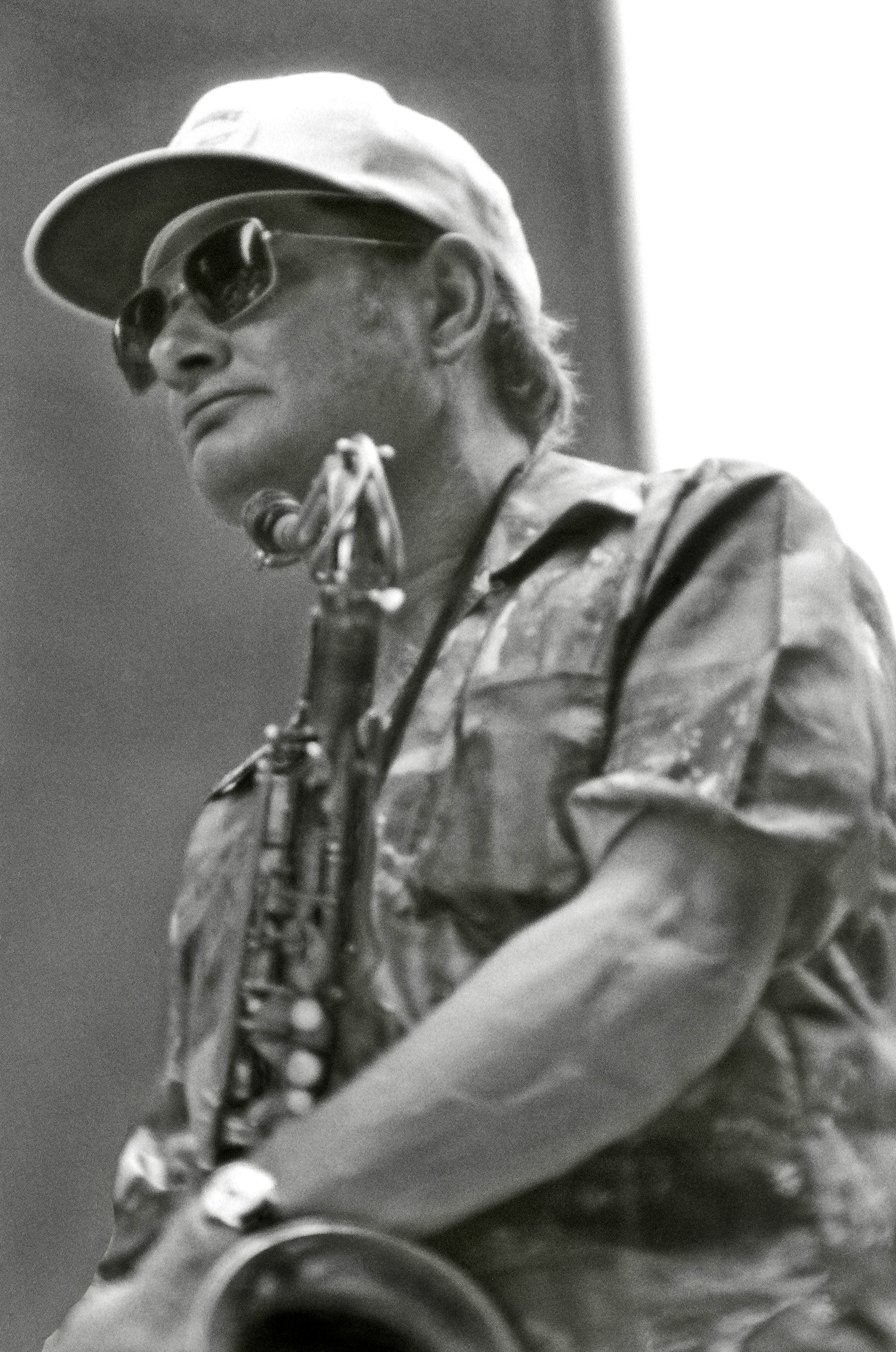
Zoot Sims 1976.

John Haley "Zoot" Sims, född 29 oktober 1925 i Inglewood i Los Angeles County, Kalifornien, död 23 mars 1985 i New York, var en amerikansk jazzmusiker (saxofonist).
Sims familj var engagerade i vaudeville och sonen kom i kontakt med uppträdanden och musik och lärde sig att spela både trummor och klarinett vid tidig ålder.
Sims utvecklade sig till att bli en nytänkare när det gällde tenorsaxofonen, och han spelade med ett antal av de mest kända orkesterledarna: Benny Goodman, Artie Shaw, Woody Herman och Buddy Rich. Han hade då och då ett eget mindre band och turnerade också tillsammans med bland andra vännerna Gerry Mulligan och Al Cohn.
Vid slutet av sin karriär spelade Sims in skivorna The Sweetest Sounds och In a Sentimental Mood tillsammans med svenske gitarristen Rune Gustafsson.

## Kuriosa
- Saxofonisten Zoot i TV-serien Mupparna (1976-81) är döpt efter Zoot Sims.